# AFC Futsal Championship 2004
Il sesto Asian Futsal Championship, disputato nel 2004 a Macao dal 16 aprile al 25 aprile, viene considerato il sesto campionato continentale asiatico per formazioni nazionali di calcio a 5.
Le diciotto nazionali presenti alla fase finale vennero divise in quattro gironi. Parteciparono inoltre per la prima volta a una fase finale le nazionali di Cambogia, Filippine, Maldive e Guam. Delle nazionali asiatiche, vanno segnalati sicuramente i campioni in carica dell'Iran che ribadirono per l'ennesima volta la propria egemonia sul continente asiatico, la formazione mediorientale vinse così il suo sesto titolo in sei edizioni, battendo in finale il Giappone per 5-3. Per il Giappone si trattò della terza sconfitta in tre gare finali.

## Girone A
|            | Risult. |            | Città e data |
| ---------- | ------- | ---------- | ------------ |
| Cambogia   | 8 - 4   | Hong Kong  | Macao 16.04  |
| Hong Kong  | 0 - 14  | Iran       | Macao 17.04  |
| Indonesia  | 0 - 1   | Uzbekistan | Macao 17.04  |
| Iran       | 13 - 3  | Indonesia  | Macao 18.04  |
| Cambogia   | 1 - 13  | Uzbekistan | Macao 19.04  |
| Hong Kong  | 6 - 3   | Indonesia  | Macao 19.04  |
| Uzbekistan | 5 - 0   | Hong Kong  | Macao 20.04  |
| Iran       | 24 - 1  | Cambogia   | Macao 20.04  |
| Uzbekistan | 1 - 8   | Iran       | Macao 21.04  |
| Cambogia   | 2 - 5   | Indonesia  | Macao 21.04  |

| Classifica finale | Pt | G | V | N | P | GF | GS | DR  |
| ----------------- | -- | - | - | - | - | -- | -- | --- |
| Iran              | 12 | 4 | 4 | 0 | 0 | 60 | 5  | +55 |
| Uzbekistan        | 9  | 4 | 3 | 0 | 1 | 20 | 9  | +11 |
| Indonesia         | 6  | 4 | 2 | 0 | 2 | 11 | 22 | -11 |
| Hong Kong         | 3  | 4 | 1 | 0 | 3 | 10 | 31 | -21 |
| Cambogia          | 0  | 4 | 0 | 0 | 4 | 12 | 46 | -34 |

## Girone B
|               | Risult. |               | Città e data |
| ------------- | ------- | ------------- | ------------ |
| Kuwait        | 20 - 0  | Maldive       | Macao 16.04  |
| Corea del Sud | 4 - 2   | Taipei cinese | Macao 17.04  |
| Maldive       | 3 - 23  | Corea del Sud | Macao 18.04  |
| Taipei cinese | 1 - 5   | Kuwait        | Macao 19.04  |
| Kuwait        | 3 - 5   | Corea del Sud | Macao 20.04  |
| Taipei cinese | 11 - 2  | Maldive       | Macao 21.04  |

| Classifica finale | Pt | G | V | N | P | GF | GS | DR  |
| ----------------- | -- | - | - | - | - | -- | -- | --- |
| Corea del Sud     | 9  | 3 | 3 | 0 | 0 | 32 | 8  | +24 |
| Kuwait            | 6  | 3 | 2 | 0 | 1 | 28 | 6  | +22 |
| Taipei cinese     | 3  | 3 | 1 | 0 | 2 | 14 | 11 | +3  |
| Maldive           | 0  | 3 | 0 | 0 | 3 | 5  | 54 | -49 |

## Girone C
|              | Risult. |              | Città e data |
| ------------ | ------- | ------------ | ------------ |
| Kirghizistan | 5 - 0   | Filippine    | Macao 16.04  |
| Libano       | 0 - 4   | Giappone     | Macao 16.04  |
| Libano       | 8 - 1   | Macao        | Macao 17.04  |
| Macao        | 1 - 7   | Kirghizistan | Macao 18.04  |
| Filippine    | 1 - 9   | Libano       | Macao 18.04  |
| Filippine    | 3 - 7   | Macao        | Macao 19.04  |
| Giappone     | 4 - 1   | Kirghizistan | Macao 19.04  |
| Giappone     | 12 - 0  | Filippine    | Macao 20.04  |
| Kirghizistan | 2 - 2   | Libano       | Macao 21.04  |
| Macao        | 0 - 17  | Giappone     | Macao 21.04  |

| Classifica finale | Pt | G | V | N | P | GF | GS | DR  |
| ----------------- | -- | - | - | - | - | -- | -- | --- |
| Giappone          | 12 | 4 | 4 | 0 | 0 | 37 | 1  | +36 |
| Libano            | 7  | 4 | 2 | 1 | 1 | 19 | 8  | +11 |
| Kirghizistan      | 7  | 4 | 2 | 1 | 1 | 15 | 7  | +8  |
| Macao             | 3  | 4 | 1 | 0 | 3 | 9  | 35 | -26 |
| Filippine         | 0  | 4 | 0 | 0 | 4 | 4  | 33 | -29 |

## Girone D
|            | Risult. |            | Città e data  |
| ---------- | ------- | ---------- | ------------- |
| Thailandia | 21 - 0  | Guam       | Teheran 27.07 |
| Cina       | 5 - 1   | Malaysia   | Teheran 28.07 |
| Malaysia   | 15 - 0  | Guam       | Teheran 29.07 |
| Cina       | 2 - 2   | Thailandia | Teheran 30.07 |
| Cina       | 27 - 1  | Guam       | Teheran 31.07 |
| Thailandia | 13 - 2  | Malaysia   | Teheran 31.07 |

| Classifica finale | Pt | G | V | N | P | GF | GS | DR  |
| ----------------- | -- | - | - | - | - | -- | -- | --- |
| Thailandia        | 7  | 3 | 2 | 1 | 0 | 36 | 4  | +32 |
| Cina              | 7  | 3 | 2 | 1 | 0 | 34 | 4  | +30 |
| Malaysia          | 3  | 3 | 1 | 0 | 2 | 18 | 18 | =0  |
| Guam              | 0  | 3 | 0 | 0 | 3 | 1  | 63 | -62 |

## Quarti di finale
|            | Risult. |               | Città e data |
| ---------- | ------- | ------------- | ------------ |
| Giappone   | 5 - 2   | Cina          | Macao 23.04  |
| Thailandia | 9 - 3   | Libano        | Macao 23.04  |
| Iran       | 10 - 3  | Kuwait        | Macao 23.04  |
| Uzbekistan | 6 - 5   | Corea del Sud | Macao 23.04  |

## Semifinali
|          | Risult. |            | Città e data |
| -------- | ------- | ---------- | ------------ |
| Giappone | 4 - 2   | Uzbekistan | Macao 24.04  |
| Iran     | 6 - 1   | Thailandia | Macao 24.04  |

## Finale 3º-4º posto
|            | Risult. |            | Città e data |
| ---------- | ------- | ---------- | ------------ |
| Thailandia | 3 - 1   | Uzbekistan | Macao 25.04  |

## Finale
|      | Risult. |          | Città e data |
| ---- | ------- | -------- | ------------ |
| Iran | 5 - 3   | Giappone | Macao 25.04  |

| Qualificate al mondiale | Iran | Giappone | Thailandia |
| ----------------------- | ---- | -------- | ---------- |